# The Adventures of the American Rabbit
The Adventures of the American Rabbit es una película animada estadounidense de 1986, dirigida por Nobutaka Nishizawa y Fred Wolf y basada en el personaje creado por Stewart Moskowitz.
The Adventures of the American Rabbit es el título reservado para los Estados Unidos. El título utilizado en el Reino Unido es The American Rabbit, el utilizado en Hispanoamérica es Las aventuras del super conejo americano y el título usado en España es Las aventuras del conejo americano.

## Argumento
Rob Rabbit es un conejo aparentemente normal pero cuando la situación lo requiere corre a una gran velocidad, transformándose así en El Conejo Americano, un superhéroe que defiende los valores de los Estados Unidos de América.

## Reparto Parcial
| Actor         | Personaje               |
| ------------- | ----------------------- |
| Barry Gordon  | Rob/American Rabbit     |
| Kenneth Mars  | Walt/Vultor the Buzzard |
| Lorenzo Music | Ping Pong               |
| Hal Smith     | Mentor                  |

### Doblaje, Los Ángeles
| Actor             | Personaje            |
| ----------------- | -------------------- |
| Marcela Bordes    | Rob/Conejo Americano |
| Jesus Brock       | Walt/Vultor          |
| Victor Mares      | Ping Pong            |
| Roberto Alexander | Mentor               |

## Lanzamiento y recepción
La película fue de entre las primeras en ser lanzadas por Clubhouse Pictures, una división de la distribuidora independiente Atlantic Releasing, la cual se especializaba en entretenimiento infantil. No fue bien recibida por la crítica ni el público a través de su estreno en los cines. La película recaudó $291,126 durante su fin de semana de apertura de 242 cines y estuvo por dos meses, llegando a recaudar en su totalidad $1,268,443.
Charles Solomon de Los Angeles Times dijo, "Tanto el libreto como la animación en The Adventures of the American Rabbit son tan ineptas que el espectador espera que el gobernador interrumpa la película y declare el teatro de cine un área de desastre!"